# Bohdan Makuts
Bohdan Volodymyrovych Makuts, em ucraino: Богдан Володимирович Макуц, (Leópolis, 4 de abril de 1960) foi um ginasta que competiu em provas de ginástica artística pela extinta União Soviética.
Filho de uma faxineira e de um vendedor de doces, Makuts começou na ginástica aos dez anos, tendo como primeiro treinador Valentin Frantskevich. Passados alguns anos, Evgeny Paitra assumiu a preparação do rapaz. Em 1977, aos dezessete anos de idade, conquistou a medalha de bronze em sua estreia como profissional nacional, no Campeonato Soviético Júnior. No ano seguinte, estreou internacionalmente, no Europeu Júnior, no qual conquistou sete medalhas em sete finais individuais disputadas: venceu as provas do concurso geral, do salto, do solo e da barra fixa, foi o segundo colocado nas argolas e nas barras paralelas, e medalhista de bronze no cavalo com alças.
Entre seus maiores êxitos estão dezesseis conquistas nacionais em campeonatos soviéticos, com destaque para a vitória de 1982; Em Olimpíadas, o ginasta foi medalhista de ouro por equipes na única edição de que participou: os Jogos de Moscou; Em campeonatos mundiais, conquistou cinco medalhas, três delas de ouro, em duas edições; Em edições da Copa do Mundo, saiu-se vencedor da edição de 1980, e em Universíadas, foi multimedalhista na edição de 1979, ao subir ao pódio em sete das oito finais, destacados os ouros por equipes e no individual geral.